# Sphecodopsis semirufa
Sphecodopsis semirufa är en biart som först beskrevs av Cockerell 1933.  Sphecodopsis semirufa ingår i släktet Sphecodopsis och familjen långtungebin. Inga underarter finns listade i Catalogue of Life.